# Барселонський метрополітен
Барсело́нський метрополіте́н (ісп. і кат. Metro de Barcelona) — метрополітен у столиці Каталонії Барселоні та її приміських населених пунктах, складаючий основу швидкісного громадського транспорту міста. Барселонське метро розпочало роботу в 1924 році.
Сьогодні система барселонського метро включає 209 станцій на 9 лініях загальною довжиною 157,5 км. Ведуться роботи по спорудженню ще двох ліній.
Барселонський метрополітен обслуговується двома операторами: TMB і залізничною компанією FGC — Залізниці Уряду Каталонії).
Вартість проїзду €1,40.

## Історія
Перша лінія барселонського метрополітену відкрита 30 грудня 1924 року компанією Gran Metropolitano de Barcelona і поєднувала площу Каталонії зі станцією Лессепс: зараз ця ділянка відноситься до третьої гілки. Друга лінія, побудована конкуруючою компанією Metropolitano Transversal, відкрилася 10 червня 1926 року до Всесвітньої виставки 1929 року та поєднувала дві залізничні гілки, що експлуатувалися RENFE. Відкриття наступної черги метро відбулося лише в 1946 році: новому будівництву завадила громадянська війна та економічна криза.
В 1951 році обидва оператори перейшли під контроль міста. Таке рішення було прийнято з метою найшвидшого розвитку мережі.

## Лінії метрополітену
| Номер Лінії | Кінцеві станції                         | Оператор | Поточна довжина | Затверджена довжина | Поточні станції | Затверджені станції | Рік відкриття |
| ----------- | --------------------------------------- | -------- | --------------- | ------------------- | --------------- | ------------------- | ------------- |
|             | Оспітал-де-Бейвітхе — Фондо             | TMB      | 20.7 km         | 29.758 km           | 29              | 38                  | 1929          |
|             | Парал-лел — Бадалона-Помпеу-Фабра       | TMB      | 13.7 km         | 18.466 km           | 18              | 34                  | 1959          |
|             | Зона-Універсітарія — Трінітат-Нова      | TMB      | 18.4 km         | 20.024 km           | 26              | 36                  | 1924          |
|             | Трінітат-Нова — Ла-Пау                  | TMB      | 16.7 km         | 18.916 km           | 22              | 26                  | 1926          |
|             | Корнелья-Сентре — Вай-д'Еброн           | TMB      | 18.9 km         | 19.168 km           | 26              | 27                  | 1959          |
|             | Каталунья — Рейна-Елісенда              | FGC      | 5.384 km        | 8.198 km            | 9               | 12                  | 1863          |
|             | Каталунья — Авінгуда-Тібідабо           | FGC      | 4.634 km        | 4.634 km            | 7               | 7                   | 1954          |
|             | Pl. Espanya–Molí Nou-Ciutat Cooperativa | FGC      | 11.266 km       | 11.266 km           | 11              | 11                  | 1983          |
|             | La Sagrera–Can Zam                      | TMB      | 3.9 km          | 47.9 km             | 8               | 52                  | 2009          |
|             | La Sagrera–Gorg                         | TMB      |                 |                     | 6               |                     | 2010          |
|             | Трінітат-Нова — Кан-Куяс                | TMB      | 2.109 km        |                     | 5               |                     | 2003          |
|             | Parc de Montjuïc–Paral·lel              | TMB      | 0.758 km        |                     | 2               |                     | 1928          |